# Euselasia erythraea
Euselasia erythraea är en fjärilsart som beskrevs av Bates 1868. Euselasia erythraea ingår i släktet Euselasia och familjen Riodinidae. Inga underarter finns listade i Catalogue of Life.

## Bildgalleri

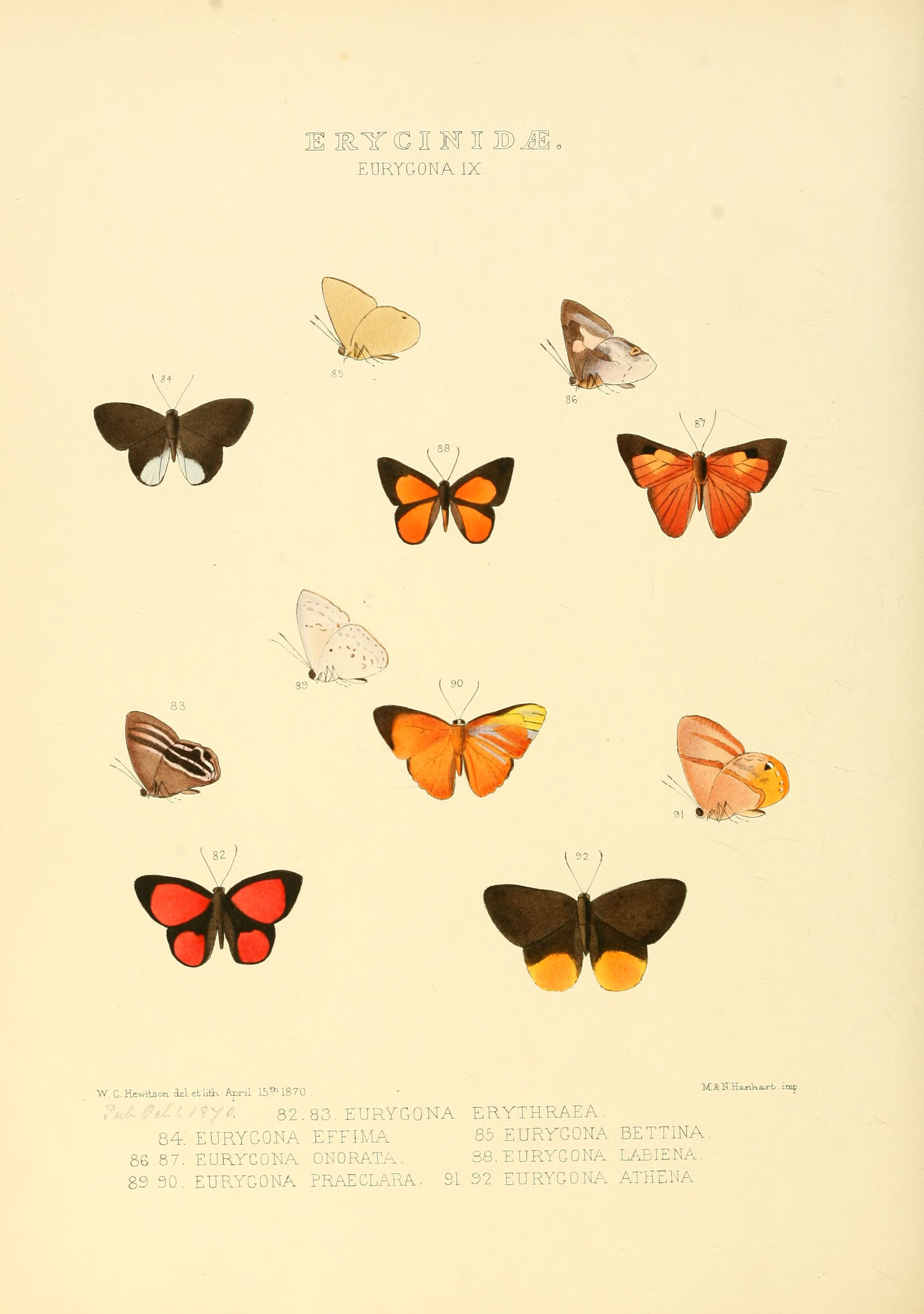